# فناوری سلامت

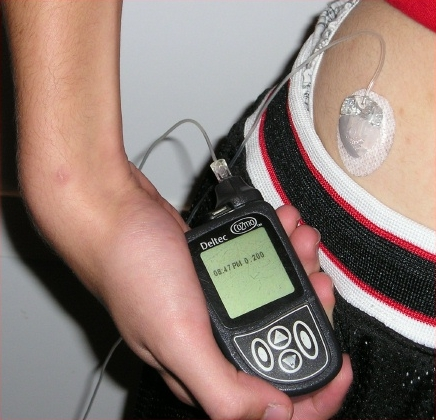
استفاده از پیشرفته ترین فناوری ها در حوزه سلامت از جمله برنامه های سازمانهای جهانی بهداشت است

فناوری سلامت (انگلیسی: Health technology) توسط سازمان بهداشت جهانی به عنوان کاربرد سازمان‌یافته دانش و مهارت‌های استفاده از دستگاه‌ها، داروها، واکسن‌ها، در توسعه سیستم‌ها و روش‌های حل مسائل بهداشتی و بهبود کیفیت زندگی، تعریف شده‌است. فناوری سلامت شامل داروها، دستگاه‌ها، روش‌ها و سیستم‌های سازمانی، استفاده شده در مراقبت‌های سلامت و بهداشت می‌باشد.